# Leonard Greene
Leonard Greene (Darmstadt, 10 febbraio 1980) è un ex giocatore di football americano tedesco, che ha giocato come defensive back.
È cugino di Pascal Ritzheim, anche lui giocatore di football americano.

## Palmarès
- 2 Europei (2010, 2014)
- 2 German Bowl (Braunschweig Lions, 2007; Kiel Baltic Hurricanes, 2010)